# Arrêté-loi

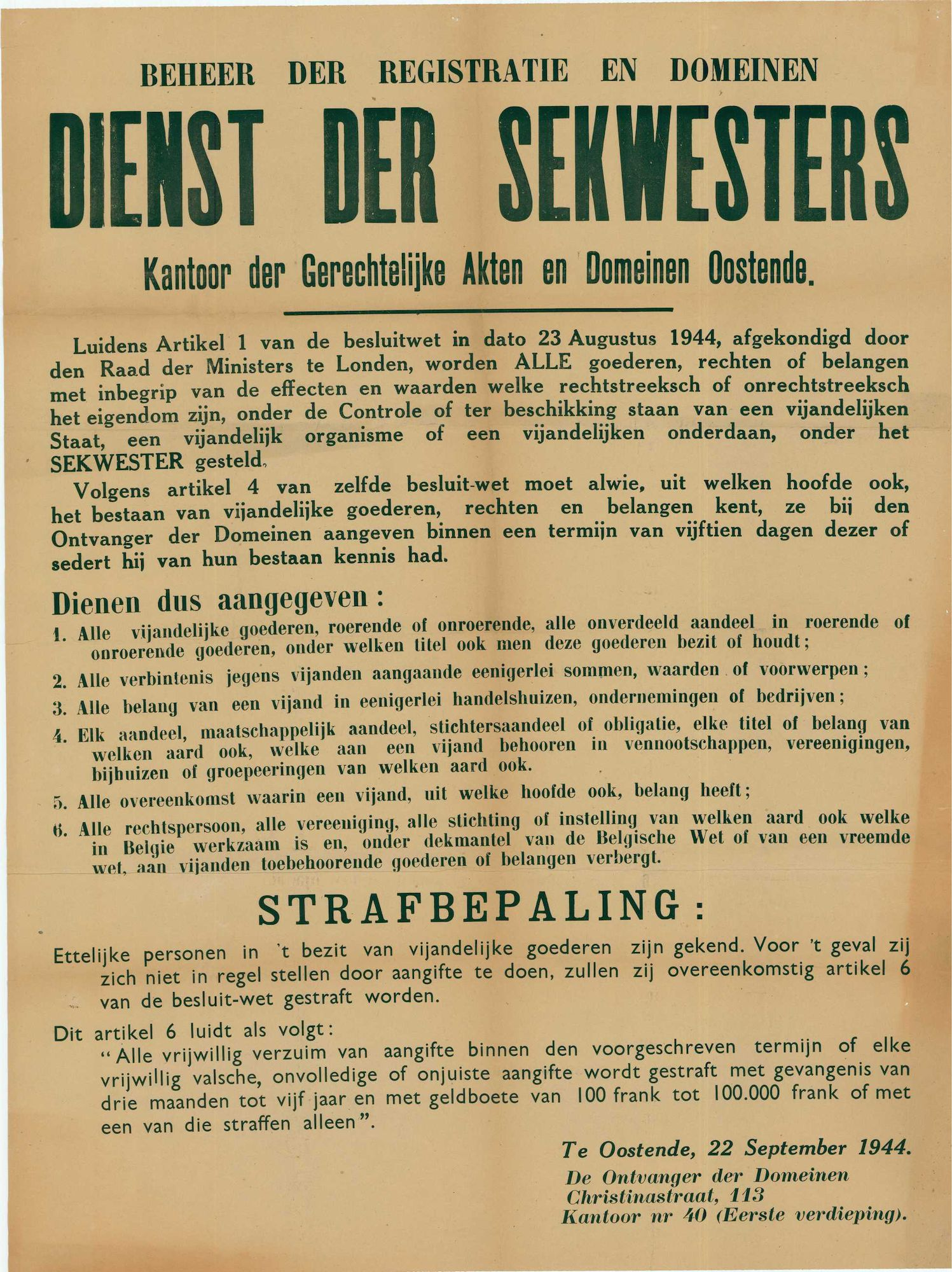
Le Service des Séquestres créé par l'arrêté-loi du 23 août 1944

Un arrêté-loi (néerlandais : Besluitwet ou Wet-besluit) se réfère, en Belgique, aux lois adoptées par le gouvernement belge pendant les Première et Seconde Guerres mondiales alors que le parlement belge était dans l'incapacité de se réunir.